# Anthophorula beameri
Anthophorula beameri là một loài Hymenoptera trong họ Apidae. Loài này được Timberlake mô tả khoa học năm 1980.